# Kristburški sporazum
Kristburški sporazum je bil mirovni sporazum, sklenjen 2. februarja 1249 v sedanjem Dzierzgońu na Poljskem med pruskimi klani, ki jih je zastopal papeški legat, in Tevtonskim viteškim redom.  
Sporazum se pogosto omenja kot zaključno dejanje prve pruske vstaje, čeprav ni bil. Sporazuma nihče ni spoštoval, zlasti potem, ko so Prusi po bitki pri Krücknu novembra 1249 do smrti mučili 54 vitezov, ki so se predali. Sporazum je zagotovil osebne pravice vsem Prusom, ki so se spreobrnili v krščanstvo, vendar ni prispeval k vzpostavitvi miru, saj se številni Prusi niso želeli spreobrniti, vitezi pa so prisegli, da bodo izkoreninili poganstvo. Sporazum je eden redkih dokumentov iz tega obdobja, ki so v celoti ohranjeni, in omogoča vpogled v življenje in verske napetosti v poganski Prusiji. Ponuja tudi kratek vpogled v prusko mitologijo in običaje.

## Ozadje
Leta 1230 so se vitezi rimskokatoliškega Tevtonskega viteškega read naselili v deželi Helmno in začeli križarsko vojno proti poganskim Prusom. Do leta 1241 se je vitezom vdalo pet od sedmih velikih pruskih klanov, nato pa je izbruhnila prva pruska vstaja. Prusi so sklenili zavezništvo s Svetopolkom  II. Pomorjanskim, poljskim vojvodom, ki se je z vitezi sprl zaradi nasledstva na Pomorjanskem. Uporniki so bili sprva uspešni in vitezom je ostalo samo pet najbolj utrjenih gradov, potem pa je Svetopolk izgubil več bitk in bil prisiljen skleniti mir. Vitezom so prišle na pomoč  znatne okrepitve iz Nemčije, ki jih je spodbujal papež, in na koncu je bila vstaja zatrta.
Leta 1246 je papež Inocenc IV. imenoval svojega kaplana Jakoba iz Liègea, bodočega papeža Urbana IV., da posreduje v sporu in pripravi mirovno pogodbo. Jakobu  do leta 1248 ni uspelo veliko doseči. Septembra je Svetopolk pristal na premirje in 24. novembra 1248 podpisal končni mirovni sporazum. Prusi so ostali brez svojega največjega zagovornika in bili prisiljeni na pogajanja. Ker se je papež imel za suverena Prusov, je sporazum podpisal njegov legat v njegovem imenu in v imenu Prusov. Čeprav so se s sporazumom strinjali samo Pomezani, je bila podpisana tudi v imenu Varmov in Natangov. Sporazum je bil podpisan v Christburgu (danes Dzierzgoń), ki so ga vitezi zgradili na mestu velike pomezanske trdnjave, ki so jo zavzeli na božični večer leta 1247.

## Določbe
V preambuli je bilo poudarjeno, da so tevtonski vitezi prelomili svoje obljube prejšnjim papežem o spoštovanju novo spreobrnjenih domačinov in zagotavljanju njihove svobode. Sporazum ni obravnaval političnih razmer, ampak je le zagotavljal osebnostne pravice spreobrnjencev in zahteval, da sprejmejo krščanstvo. Spreobrnjenci so lahko dedovali in pridobivali in menjavali nepremičnine in premičnine. Prodaja nepremičnin je bila mogoča samo med ljudmi iste narodnosti, vendar so bili vitezi upravičeni do dela izkupička. Ta določba je poskušala preprečiti, da bi prodajalec pobegnil k sovražnikom. Premoženje je bilo mogoče zapustiti ne samo sinovom, kot prej, ampak tudi hčeram in drugim sorodnikom. Posebna pozornost, posvečena lastninskim pravicam, kaže, da so jih vitezi pogosto kršili. Spreobrnjencem so bile obljubljene tudi možnosti, da postanejo duhovniki ali menihi, tisti plemiškega porekla pa so lahko celo upali, da bodo postali vitezi, pravi bratje tevtonskih vitezov. Spreobrnjenci so imeli tudi pravico tožiti in biti toženi na posvetnih in verskih sodiščih v skladu s poljsko zakonodajo. Pravice so bile zagotovljene le, dokler je oseba spoštovala krščanske obrede in ni storila greha, kar je dajalo veliko  možnosti zlorabe s strani vitezov. Prusom je bilo prepovedano poročiti se z več kot eno ženo. Zakonita je bila samo poroka z  ustreznim  krščanskim obredom v cerkvi. Prodaja in kupovanje poročenih žensk je bilo prepovedano, prav tako poroke z mačehami, svakinjami ali ženami umrlih sorodnikov znotraj štirih generacij. Nekateri poganski obredi so bili izrecno prepovedani: čaščenje boga žetve in žita, vzdrževanje poganskih svečenikov,  ki so ob pogrebih izvajali določene obrede in kremiranje umrlih skupaj s konji, ljudmi, orožjem ali kakršno koli drugo lastnino.
Prusi so morali v pol leta zgraditi in oskrbeti z zemljo, živino in drugimi potrebščinami trinajst cerkva v Pomezaniji, šest v Varmiji in tri v Natangiji. Cerkve naj bi bile tako lepe, da bi pogani raje molili v njih kot v gozdovih. Prusi so morali plačevati letno desetino v žitu in sodelovati v tevtonskih pohodih, oboroženi z lastnim orožjem in preskrbljeni s svojimi živili. Zavezništva proti vitezom so bila prepovedana.

## Posledice
Ker sporazum ni obravnaval tistih, ki se niso želeli spreobrniti, so spopadi kmalu znova izbruhnili. Novembra 1249 so tevtonski vitezi doživeli velik poraz pri Krücknu, zaradi katerega so Prusi pridobili sloves neciviliziranega ljudstva brez časti. Vojna se je končala leta 1253. Nekateri viri ta datum navajajo kot konec prve pruske vstaje. Sporazum je bil nato razveljavljen in je ostal le zanimiv zgodovinski dokument.